# 惑星アドベンチャー スペース・モンスター襲来!
『惑星アドベンチャー スペース・モンスター襲来!』（わくせいアドベンチャー スペース・モンスターしゅうらい!、原題：Invaders from Mars）は、1953年制作のアメリカ合衆国のSF映画。
火星人の侵略に立ち向かう少年の姿を描く。日本では『火星人の襲来』のタイトルでテレビ放送された後、1979年に劇場公開された。1986年にリメイクされた。
第51回サターン賞（2024年）ホームエンターテインメント部門クラシック映画ホームメディア・リリース賞受賞。2024年にアメリカ国立フィルム登録簿に登録された。

## あらすじ
天文学が趣味の12歳の少年デヴィッドはある夜、自宅の裏の丘の向こうにUFOが着陸するを目撃する。それ以来、両親を始めとする町の人たちは皆別人のようになってしまった。
デヴィッドはこの状況を知人たちに話すが、誰にも信じてもらえず、町の衛生局に勤める医師のパットに助けを求める。2人はパットの友人の天文学者スチュアートの協力を得て調査に乗り出す。そしてUFOに潜入したデヴィッドとパットは、そこで火星人の恐るべき陰謀を知る。

## キャスト
| 役名                     | 俳優                                        | 日本語吹替 | 日本語吹替      | 日本語吹替 |
| 役名                     | 俳優                                        | 劇場公開版 | VHS版           |            |
| ------------------------ | ------------------------------------------- | ---------- | --------------- | ---------- |
| デヴィッド・マクリーン   | ジミー・ハント                              | 松田辰也   |                 |            |
| パット・ブレイク         | ヘレナ・カーター                            |            |                 |            |
| スチュアート・ケルストン | アーサー・フランツ                          |            | 小川真司        |            |
| ジョージ・マクリーン     | リーフ・エリクソン                          | 平林尚三   |                 |            |
| メアリー・マクリーン     | ヒラリー・ブルック                          |            | 浅井淑子        |            |
| フィールディング大佐     | モリス・アンクラム                          | 大久保正信 |                 |            |
| リナルディ軍曹           | マックス・ワグナー                          |            | 小関一          |            |
| ロス大尉                 | ミルバーン・ストーン                        |            |                 |            |
| ベイカー軍曹             | ウィリアム・ピップス                        |            |                 |            |
| バロウズ署長             | バート・フリード                            |            | 伊井篤史        |            |
| ケルストンの秘書         | バーバラ・ビリングズリー （クレジットなし） |            |                 |            |
| その他                   | N/A                                         |            | 沢木郁也 村山明 |            |

## リメイク
1986年に、トビー・フーパー監督で『スペースインベーダー』としてリメイクされた。本作で主人公を演じたジミー・ハントが警察署長役で出演している。